# Египетско-ливийская война
Египетско-ливийская война (араб. المناوشات المصرية الليبية‎), также Четырёхдневная война (араб. حرب الأربعة أيام‎ 21 — 24 июля 1977 года) — пограничный вооружённый конфликт между Арабской Республикой Египет и Ливийской Арабской Джамахирией.
Конфликт стал следствием ухудшения отношений между странами после того, как президент Египта Анвар Садат отверг предложение ливийского лидера Муаммара Каддафи об объединении стран и добился мирного урегулирования конфликта с Израилем после войны Судного дня 1973 года. Вскоре после этого события Ливия начала спонсировать диссидентов, чтобы подорвать политический режим Садата. Египет ответил тем же, преследуя цель ослабить Каддафи. В начале 1976 года Муаммар направил ливийские войска к границе, где начались столкновения с пограничниками. Садат в ответ перебросил дополнительные войска, а его генеральный штаб разработал план по свержению Каддафи.
К июлю 1977 года количество столкновений на границе сильно возросло. 21 июля ливийский танковый батальон совершил налёт на город Саллум. Отряды Египта поймали его в засаду и впоследствии организовали крупную контратаку, нанеся несколько авиаударов по авиабазе противника и отправив механизированные силы на 24 километра вглубь ливийской территории перед тем, как отойти. В течение следующих двух дней противники вели сильный артиллерийский огонь через границу, в то время как египетские самолёты и коммандос совершали налёты на авиабазы и поселения Ливии. 24 июля войска Садата совершили более крупный налёт с авиабазы в Мерса-Матрух по авиабазе Тобрук и нанесли удары по ливийским базам снабжения. Однако, находясь под сильным давлением со стороны Соединенных Штатов, которые, вероятно, опасались вмешательства СССР, при посредничестве президента Алжира Хуари Бумедьена и лидера Организации освобождения Палестины Ясира Арафата Садат неожиданно для Каддафи и международных наблюдателей объявил о прекращении огня. В течение следующих нескольких дней происходили спорадические стычки, пока египетские войска полностью не отошли за границу. Отношения между двумя странами оставались напряженными, и, хотя формальное соглашение так и не было достигнуто, обе стороны поддержали перемирие и постепенно отвели свои войска от границы, благодаря чему Садат всё же смог заключить соглашения с Израилем и вернуть Синайский полуостров под контроль Египта.

## Предыстория
В 1970-х годах Ливия во главе с Муаммаром Каддафи начала вести агрессивную внешнюю политику, в ходе которой пыталась объединить арабов в единое государство. В частности Каддафи вступил в союз с лидерами Египта и Сирии. Когда в сентябре 1970 года умер египетский президент Гамаль Абдель Насер, один из главных деятелей панарабизма и арабского национализма, Каддафи пришлось вести переговоры с его преемником, Анваром Садатом. Они завершились в 1972 году созданием Федерации Арабских Республик (ФАР), в состав которой вошли все три страны. Хотя первоначально в рамках ФАР планировалось провести консолидацию вооружённых сил, а также унификацию законов и внешней политики, были предприняты лишь символические действия, такие как установление общего государственного флага. В последующие месяцы Каддафи требовал от Садата немедленно объединить Египет и Ливию, однако Анвар, в отличие от предшественника, не был большим сторонником панарабизма. По словам американского эксперта по ближневосточной политике Кеннета Поллака, Садат лично не любил Каддафи, считая его раздражающим человеком и неподходящим лидером для Ливии.
Одной из главных внешнеполитических целей Каддафи, как и многих других арабских националистических лидеров, было уничтожение Израиля. Он надеялся, что объединённая мощь экономики Ливии, которая находилась на подъёме благодаря высокой нефтедобыче, и большого населения и военной силы Египта справится с израильской армией. В октябре 1973 года Египет и Сирия вместе с рядом других арабских стран без уведомления Каддафи объявили войну Израилю. И хотя контратака противника свела на нет ранние завоевания Египта, на переговорах с еврейским лидером Садат стремился добиться возвращения Синайского полуострова в обмен на гарантию не участвовать в дальнейших войнах арабских стран с Израилем. Каддафи, возмущённый такими незначительными требованиями со стороны Египта, обвинил его в трусости и подрыве ФАР, а также в предательстве дела всех арабов. В ответ Садат заявил, что в начале прошлого года вмешался во внутренние дела Ливии чтобы не дать Каддафи потопить гражданское пассажирское судно, которое везло еврейских туристов в Европу по Средиземному морю, что наверняка привело бы к международному эмбарго. После этого события египетско-ливийские отношения свелись к массовым обвинениям правителей обеих в стран в сторону друг друга, а дискуссии о стремлении к единству были прекращены, хотя формально ФАР всё ещё существовала.
Обескураженный мирной политикой Садата, Каддафи стремился усилить роль Ливии в процессах на Ближнем Востоке. В обмен на нефтяные деньги он стал получать оружие от СССР. Лидер Ливии спонсировал египетскую повстанческую группировку, известную как Братья-мусульмане, и другие отряды, которые вели борьбу против Садата, а также строил планы по его убийству. В ответ египетский лидер поддерживал подрывную деятельность в Ливии, в частности финансировал заговоры с целью убийства Каддафи, а также спонсировал антиливийские повстанческие группировки в соседнем Чаде. В феврале 1974 год Садат попросил государственного секретаря США Генри Киссинджера призвать Израиль воздержаться от нападения на Египет в случае начала войны с Ливией.

## Подготовка к войне
В начале 1976 года Каддафи разместил ливийские войска вдоль границы с Египтом. Они практически сразу же начали вооружённые столкновения с пограничниками. Летом Садат решил ответить на ливийские провокации и перебросил к границе две мотострелковые дивизии общей численностью от 25 до 35 тысяч человек и направил 80 боевых самолётов на авиабазу в Мерса-Матрух, самый западный военный аэродром Египта. Встревоженный этой передислокацией, Каддафи перебросил на границу дополнительные войска и около 150 танков. 25 июля он выдворил египетских дипломатов из страны и приказал Садату закрыть консульство в Бенгази. Какое-то время ситуация оставалась крайне напряжённой. Обе страны ожидали нападения со стороны друг друга, но через несколько недель без боевых действий ливийцы успокоились и решили, что войны не будет.
Как пишет Кеннет Поллак, большинство наблюдателей в то время утверждали, что Садат не отдавал приказ о вторжении, поскольку оно могло пошатнуть и без того крайне неустойчивую экономику Египта, а также отдалить его от союзного СССР и арабских государств Персидского залива, а они и так уже были недовольны его политикой по отношению к Израилю и инициативами в отношении США. В то же время дипломаты многих арабских стран были уверены, что Садат полон решимости вторгнуться в Ливию и свергнуть Каддафи. Источники в Египте сообщали, что египетский президент хотел продемонстрировать Советскому Союзу, что его страна сильнее Ливии и что ему не стоит отказывать от союза с Египтом ради Каддафи. Согласно анализу Поллака, Египет не напал на Ливию в то время лишь потому, что его армия была не готова к войне. Египетские войска никогда не устраивали учений на границе с Ливией и не знали местности. У них не было достаточного количества ресурсов для ведения затяжной кампании в Западной пустыне. Тем не менее Кеннет уверен, что планы нападения египетский генеральный штаб всё же строил. Военный министр Египта Мохаммед Абдель Гани эль-Гамаси заявлял, что армия страны готовится к конфликту на западе, в то время как египетские СМИ распространяли информацию, что Садат планирует аннексировать ливийскую часть Западной пустыни при поддержке Кубы.
Каддафи тем временем усилил политическое давление на Египет, в то время как Садат продолжал накапливать припасы и концентрировать силы вдоль границы. В мае 1977 года советские дипломаты сообщили лидерам Ливии и других арабских государств, что египтяне планируют вскоре нанести удар. Ливийцы проигнорировали предупреждение. Большинство их подразделений так и оставалось на низком уровне боеготовности несмотря на то, что стычки с египетскими войска вдоль границы продолжались. К началу лета Египет завершил подготовку к боевым действиям. В ожидании начала войны, ВВС Египта в составе советских истребителей-бомбардировщиков Су-20 и Су-7 из 55-й эскадрильи и французских штурмовиков Мираж 5 из 69-й эскадрильи были переброшены на авиабазу в Мерса-Матрух и близлежащие объекты. 12 и 16 июля произошли первые серьёзные столкновения, а 19 июля ливийские войска во время рейда вступили в затяжную перестрелку с отрядом пограничников. Согласно сообщениям египтян, было убито 9 солдат. Каддафи организовал гражданский марш из Ливии в Каир, столицу Египта, в знак протеста против политики Садата по отношению к Израилю, надеясь, что к марширующим присоединятся арабы по всему Египту. Однако эту демонстрацию остановили на границе. Тогда Каддафи отдал приказ о набеге на эс-Саллум.

### Силы сторон
К началу июля 1977 года Египет сосредоточил на границе две полные дивизии. Они были приведены в полную боевую готовность и заняли место в окопах. Их поддерживали несколько батальонов коммандос и вспомогательные подразделения. Близ Каира находилась третья дивизия и несколько батальонов командос, которые были готовы выдвинуться к границе в кратчайшие сроки. Всего в войне Египет задействовал около 40 тысяч человек. Эти войска были достаточно хорошо обучены и возглавлялись опытными военачальниками. Они же ранее участвовали в войне Судного дня, в связи с чем обладали значительным боевым опытом. Но боевой дух у разных групп солдат серьёзно разнился, поскольку некоторые из них были панарабистами и не понимали, зачем воевать с Ливией вместо того, чтобы объединиться с ней против общего врага, Израиля. У Египта, как и ранее, не хватало квалифицированного персонала для работы со сложной военной техникой. Благодаря прошлому военному сотрудничеству с ливийцами египтяне были хорошо осведомлены о своих военных возможностях и о тактике противника.
Положение ливийских войск было менее выгодным, чем у египтян. Каддафи мог призвать на поле боя до 32 тысяч человек, но лишь около 6 тысяч из них были собраны на границе, объединённые в три бригады. Как и у египтян, квалифицированных кадров в ливийской армии было немного: к середине 1977 года в вооружённых силах было около 200—300 обученных танкистов и не более 150 обученных пилотов. Технического персонала не хватало, а уровень оперативной готовности подразделений не превышал 50 %. В составе военно-воздушных сил Ливийской Арабской Джамахирии (ВВС ЛАД), возглавляемых полковником Махди Салехом ар-Фурджани, имелось не более 100 «Миражей» и столько же истребителей МиГ-23. У последних в ходе боя часто возникали технические неполадки. Помимо перечисленного, Каддафи сильно политизировал вооружённые силы, часто меняя офицерский состав и назначая командиров на основании личной преданности, поэтому многим из них не хватало профессионализма и боевого опыта. В то же время, боевой дух ливийцев было выше, чем у противника, поскольку они считали, что столкнулись с теми, кто предал весь арабский мир, пойдя на дружбу с израильтянами.

## Ход войны
21 июля 1977 года 9-й ливийский танковый батальон совершил налёт на Саллум. Здесь он подвергся хорошо спланированной контратаке со стороны по крайней мере одной египетской механизированной дивизии и в ходе отхода потерял до половины своего состава. Подразделение запросило поддержку с воздуха, и несколько ливийских «Миражей» 1002-й эскадрильи ВВС ЛАД нанесли авиаудар по Саллуму и близлежащим поселениям. Впрочем, ущерб был минимален. Египтяне утверждали, что уничтожили три самолёта, два из которых якобы были сбиты зенитным огнём, а ещё один — выстрелом из ПЗРК Стрела-2. Спустя несколько часов после налёта египтяне перешли границу и начали крупное наступление на позиции противника. Четыре «Миража» и восемь Су-7 под командованием полковника Ади Нассра под прикрытием четырёх МиГ-21 вылетели с военно-воздушной базы в Мерса-Матрух и совершили налёт на базу противника в Ар-Адме в 22 километрах к югу от Тобрука. Она служила основной базой для перехватчиков в восточной Ливии. Ливийцы были застигнуты врасплох. Многие из самолёты стояли на виду. Несмотря на это, по сообщениям западных источников, египтянам всё же не удалось уничтожить значительное количество машин противника. По словам Поллака, своими авиаударами они лишь вывели из строя несколько радаров, но самолётам навредили мало. Сами египтяне заявляли, что уничтожили на земле шесть машин противника. Историки военно-воздушных сил Том Купер, Альберт Грандолини и Арно Делаланде писали, что сами ливийские пилоты заявляли об эффективности налёта. Один египетский Су-7 был сбит, а его пилот взят в плен. Позже он был представлен по ливийскому телевидению и радио как пленник. Другие египетские самолеты, тем временем, атаковали радарные станции в Бардии и Джагбубе.
Существенные (численностью до двух дивизий) египетские силы продвинулись по ливийскому побережью к городу Мусаид. Если не считать нескольких небольших танковых столкновений, ливийцы перед вторжением не оказали сопротивления и отступили из города. Продвинувшись на 24 километра вглубь страны, египтяне отошли за границу. В ходе этого рейда ливийские войска потеряли 60 танков и БТР.
В течение следующих двух дней ливийцы и египтяне вели друг по другу сильный артиллерийский огонь, но при этом не нарушали границу. Эффект от обстрела был минимальным. Египетские войска за это время сплотились в Саллуме, и 22 июня ВВС ЛАД совершили 16 рейдов на низкой высоте, пытаясь поразить сконцентрированные войска противника. По данным египтян, было сбито 2 истребителя, хотя сами ливийцы, не отрицая их потерю, объясняли её несчастными случаями. По их словам, один истребитель разбился об землю, а второй был случайно сбит огнём собственных зенитных орудий. За это время египетские ВВС совершили налёт на несколько ливийских городов и военных объектов, включая авиабазу Куфра. Они также направили три эскадрильи «МиГов» и Су-20 для атаки на авиабазу в Ар-Адме. Как и при прошлом нападении, самолёты ливийцев стояли незащищёнными, но египтяне вновь нанесли им лишь лёгкие повреждения. Тем не менее, ВВС ЛАД прекратили налёты до конца дня. Египетские самолёты продемонстрировали и своё превосходство в воздухе, поскольку совершили низкие пролёты над ливийскими деревнями, но так и не были сбиты. Хотя самолёты не открывали огня это, как сообщается, спровоцировало бегство тысяч человек в Бенгази. Так как авиабаза в Ар-Адме временно не функционировала, 12 египетских батальонов командос совершили высадки с вертолётов на ливийские радары, военные объекты и египетские антиассадовские лагеря повстанцев, расположенные вдоль границы, а также в оазисах Куфра, Ар-Джагбуб и Тобрук. Утром 23 июля ВВС ЛАД начали новую атаку на Египет. Их «Миражи» пролетели над Средиземным морем на низкой высоте, а затем повернули на юг, где атаковали авиабазу в Мерса-Матрух и другие объекты. Их сопровождали вертолёты Ми-8, оснащённые средствами радиоэлектронной борьбы, которым удалось разрушить центр египетского командования ПВО, поэтому для патрулирования египтяне были вынуждены привлечь МиГ-21. По их сведениям, в ходе этих событий было сбито 6 самолётов противника.
24 июля ливийцы мобилизовали свои резервы. Тем временем египтяне начали крупномасштабный штурм базы в Ар-Адме. Ливийцы к тому моменту уже укрыли свои самолёты. Египетские ВВС атаковали совместно с коммандос, которые высаживались с вертолётов. Им удалось уничтожить несколько радиолокационных систем раннего обнаружения опасности, повредить объекты запуска ракет класса «земля-воздух», создать воронку на взлётно-посадочной полосе и уничтожить несколько бронетранспортёров и от 6 до 12 «Миражей». Ответным огнём зенитных орудий было сбито два самолёта Су-20. Коммандос также нанесли значительный ущерб в ходе атак на ливийские склады в Ар-Адме и Джагбубе, однако ещё один налёт египетских самолётов на базу в Куфре был не эффективен. Но война неожиданно завершилась: в конце дня, когда в Джагбубе ещё шли бои, Садат объявил о прекращении огня. В течение двух последующих дней египетские войска отходили обратно. Между ними и ливийцами в это время происходили лишь незначительные стычки.

## Итоги
За время войны войска Каддафи потеряли 30 танков, 40 БТР и 400 человек убитыми, 12 их солдат попало в плен. По данным Поллака, ВВС ЛАД потеряли от 10 до 20 «Миражей». По данным Тома Купера, Альберта Грандолини и Арно Делаланде, было уничтожено 6 «Миражей» и до 20 СОКО Г-2 Галеб и СОКО Ј-21 Јастреб. Большинство пограничных ливийских военных объектов оказались в той или иной степени повреждены. Египтяне потеряли не более 4 самолётов и 100 человек убитыми и ранеными, а также несколько солдат пленными. По словам арабских дипломатов, в ходе авиаудара были случайно убиты три советских военных техника, которые помогали ливийцам в эксплуатации радаров, хотя и не участвовали непосредственно в боевых действиях.
Мирное соглашение между Ливией и Египтом так и не было заключено, но обе стороны прекратили стрельбу и провокации. В то же время лидеры двух стран продолжали обмениваться оскорблениями в первые дни после завершения конфликта. Министр иностранных дел Ливии Абдель Муним аль-Хуни написал в Совет Безопасности Организации Объединённых Наций письмо, в котором утверждалось, что египтяне разрушили несколько школ и больниц, нанесли значительный ущерб пяти городам и «убили огромное количество ни в чём не повинных граждан». Совет Безопасности отказался обсуждать этот вопрос. Пока продолжались боевые действия, официальный представитель египетских вооруженных сил заявил прессе, что «силы страны вели себя максимально осторожно, чтобы не причинить вреда гражданскому населению Ливии». По окончании войны правительство Каддафи обвинило Соединенные Штаты в поддержке Египта силами разведки. 24 августа противники обменялись военнопленными. Сразу после окончания конфликта вдоль границы оставались сосредоточенными большие скопления войск, но в конечном итоге они были выведены, поскольку отсутствие инфраструктуры в этом районе затрудняло долгосрочное развертывание значительных сил.
Независимое подтверждение деталей конфликта было затруднено поскольку представителей международных СМИ не допускали в зону боевых действий. Наблюдатели были удивлены внезапным заявлением египетского президента о прекращении огня, поскольку его министры заявляли, что египетские войска намерены дойти до столицы Ливии и свергнуть Каддафи. Содействовать разрешению конфликта пытался в том числе и лидер Организации освобождения Палестины Ясир Арафат, который летал между Триполи и Каиром на протяжении всей войны. В ходе путешествия в Египет с Арафатом летали два высокопоставленных ливийских офицера. Незадолго до окончания боевых действий президент Алжира Хуари Бумедьен также согласился выступить посредником. О готовности оказать поддержку в достижении мира заявило и правительство Кувейта. Несколько дипломатов сообщили, что правительство Соединенных Штатов также призвало Садата положить конец конфликту. По данным Поллака, принимая во внимание неудачи Египта во время войны Судного дня и отсутствие инфраструктуры в Западной пустыне, американские официальные лица полагали, что египтяне не смогут выдержать долгих боёв за Ливию и, таким образом, будут вынуждены отступить и подписать унизительный мир. Поллак полагает, что они считали, что это повредит репутации Садата, тем самым подорвав его политическое влияние и возможно приведёт к его свержению. Поскольку Соединенные Штаты считали его «ключом к достижению мира между Египтом и Израилем», их союзником, они потребовали от Садата прекратить боевые действия. Вероятно, они могли опасаться и вступления Советского Союза в войну на стороне ливийцев.

## Последствия
Согласно панарабскому СМИ The New Arab, эта короткая четырёхдневная война положила начало новой эре конфликта на Ближнем Востоке, которая выделяется ожесточением противостояния между арабскими странами вместо совместной борьбы против Израиля, как это было ранее. Война разрушила трансграничную торговлю, а также контрабанду, которую вели бедуины, кочевники, которые проживают в обеих странах. Тысячи египтян, проживавших в Ливии и занятых на государственной службе, а также в нефтедобывающей, сельскохозяйственной, торговой и образовательной отраслях покинули страну. Это привело к подрыву экономики страны и затруднению предоставления услуг. Многие мины, которые были заложены во время войны, оставались в земле вплоть до 2006 года. Арабские наблюдатели же были всерьёз обеспокоены столкновением. Некоторые из них даже предполагали, что его мог организовать Израиль, которому это было крайне выгодно. Каддафи в ходе войны убедился, что Садат настроен серьёзно чтобы не допустить усиления влияния Ливии в Египте и на границах с Израилем. Понимая, что он не в состоянии бросить вызов Египту, ливийский лидер снизил военные налоги и уменьшил число войск. Расстроенный действиями ВВС ЛАД во время конфликта, он уволил ар-Фирджани и заменил его другим офицером, который приступил к реорганизации вооружённых сил. Несмотря на значительные людские и материальные потери ливийцев в ходе войны, видимость того, что армия страны смогла сдержать наступление Египта повысила боевой дух военных, а также доверие к Каддафи. Для Садата же война показала, что ливийцы всё же накопили достаточно средств, чтобы при необходимости нарушить региональный баланс сил и противостоять экспансии других стран.
Внешняя политика Садата после окончания войны не изменилась: к огорчению других арабских лидеров он продолжал вести переговоры с Израилем, чьи официальные лица опасались, что ливийцы начнут вторую войну чтобы свергнуть Садата тем самым обрекая перспективы заключения мира между еврейским государством и Египтом. В ноябре 1977 года Садат посетил Иерусалим, из-за чего отношения между Египтом и Ливией испортились окончательно. 2 декабря 1977 года, из-за того, что Египет закрыл своё воздушное пространство для ливийских самолётов, Ту-154А авиакомпании Libyan Arab Airlines потерпел катастрофу из-за истощения авиатоплива, в результате 59 человек погибли, ещё 46 получили ранения. В 1978 году Израиль и Египет подписали ряд соглашений, согласно которым евреи возвращали Синайский полуостров арабам. Тогда же Садат незамедлительно отправил войска к западной границе, а ливийцы отвели свои отряды чтобы избежать новой конфронтации. В последующие годы Каддафи смягчил свою риторику в отношении Египта, но активно пытался сплотить другие арабские государства вокруг себя, чтобы добиться его изоляции и всеобщего осуждения политики Садата и его преемника Хосни Мубарака.

### Книги
- Annual Register : World Events In 1977 :  [англ.] / edited and compilated by Harry V. Hodson[англ.]. — London : Longman, 1978. — P. 202. — 544 p. — (Annual Register[англ.] ; vol. 219). — ISBN 978-0-582-50225-3.
- Burr Millard; Collins Robert O[англ.]. Darfur : The Long Road to Disaster :  [англ.]. — 2nd ed. — Princeton : Markus Wiener Publishers, 2008. — P. 114. — 347 p. — ISBN 978-1-558-76469-9. — ISBN 1-558-76469-0. — ISBN 978-1-558-76470-5. — ISBN 1-558-76470-4. — OCLC 878684124.
- Cooley John K. Libyan sandstorm :  [англ.]. — 1st ed. — New York : Holt, Rinehart, and Winston[англ.], 1983. — P. 118. — 320 p. — ISBN 0-030-60414-1. — ISBN 978-0-030-60414-0. — OCLC 8169950.
- Cooper Tom; Grandolini Albert; Delalande Arnaud. Libyan air wars. Part 1, 1973—1985 :  [англ.]. — 2nd ed. — Solihull : Helion&Company:LTD, 2015. — 80 p. — (Africa@War ; vol. 19). — ISBN 978-1-910-77751-0. — ISBN 1-910-77751-X. — OCLC 911032875.
- Hüsken Thomas. Tribal Politics in the Borderland of Egypt and Libya :  [англ.]. — Cham : Palgrave Macmillan. An imprint of Springer International Publishing, 2018. — P. 47. — 264 p. — (Palgrave series in African borderlands studies). — ISBN 3-319-92341-2. — ISBN 978-3-319-92341-3. — doi:10.1007/978-3-319-92342-0. — OCLC 1079837031.
- Libya : A Country Study :  [англ.] / ed. by Helen Chapin Metz[англ.]. — 4th ed. — Washington : Federal Research Division[англ.], Library of Congress, 1989. — 351 p. — (Area Handbook. Ser. 560—585. DA pam). — OCLC 19122696.
- Oyeniyi Bukola A. The History of Libya :  [англ.]. — Santa Barbara, CA : Greenwood Press. An imprint of ABC-CLIO, 2019. — P. 141. — XXXI, 250 p. — (Greenwood histories of the modern nations). — ISBN 978-1-440-85607-5. — ISBN 1-440-85607-9. — OCLC 1075453408.
- Pollack Kenneth M. Arabs at war : military effectiveness, 1948—1991 :  [англ.]. — Lincoln, NB : University of Nebraska Press[англ.], 2004. — XV, 699 p. — (Studies in war, society and the military). — ISBN 0-803-28783-6. — ISBN 978-0-803-28783-9. — OCLC 845129182.
- The Middle East and the United States : Perceptions and Policies :  [англ.] / ed. by Haim Shaked, Itamar Rabinovich. — 1st ed. — Boulder : Transaction Publishers[англ.], 1980. — P. 202. — 419 p. — (Collected papers series). — ISBN 1-412-82860-0. — ISBN 978-1-412-82860-4. — OCLC 786442609.

### Статьи
- Chaplin Dennis. Libya Military Spearhead Against Sadat? :  [англ.] // Military review. — Fort Leavenworth : Command and General Staff School[англ.], 1977. — Vol. LIX, no. 11 (November). — P. 42—50. — ISSN 0026-4148. — OCLC 2558412.
- Ronen Yehudit. Libya’s Intervention in Amin’s Uganda — A Broken Spearhead :  [англ.] // Asian and African Studies. — Thousand Oaks : Sage Publications, 1992. — Vol. 26, no. 2 (July). — P. 173—183. — ISSN 1745-2538. — OCLC 300298288.
- Sorour Ayman. Explosive Remnants of War in North Africa :  [англ.] // Journal of Conventional Weapons Destruction. — Harrisonburg : Center for International Stabilization & Recovery[англ.], 2006. — Vol. 10, no. 2 (November). — P. 44—47. — ISSN 2469-7605. — OCLC 930797325.

## Пресса и ссылки
- «الدفاع العربي» تكشف كواليس حرب الأربعة أيام بين مصر وليبيا (араб.). http://www.aldefaaalarabi.com (4 августа 2019). Дата обращения: 14 ноября 2021. Архивировано 21 ноября 2019 года.
- Benjamin Milton R. Arab vs. Arab :  [англ.]. — Newsweek. — Slough, 1977. — 1 August. — P. 29. — ISSN 0163-7053. — OCLC 4447924.
- Both Egypt, Libya Accept Cease-Fire, Arafat Says :  [англ.]. — Los Angeles Times. — Los Angeles : Tribune Company, 1977. — 26 July. — P. 8. — ISSN 0458-3035. — OCLC 3638237.
- Эль-Гохари, Маяда. من السادات للسيسي.. نسور الشرق تدك معاقل الإرهاب في ليبيا ثأرًا لشهداء الوطن.. اللواء حداد: قرار صائب وعقاب رادع للخسة.. سويلم: السيسي يثأر لكرامة مصر وليبيا (араб.). البوابة[англ.] (16 февраля 2015). Дата обращения: 14 ноября 2021. Архивировано 13 августа 2016 года.
- Hijazi Ihsan A. Libya Calls Up Reserves :  [англ.]. — New York Times. — New York : New York Times Company[англ.], 1977. — 25 July. — P. 3. — ISSN 0362-4331. — OCLC 612271274.
- Howe Marvine[англ.]. The Battle With Egypt May Have W on Him New Sympathy Among Arabs :  [англ.]. — New York Times. — New York : New York Times Company, 1977. — 7 August. — P. 5. — ISSN 0362-4331. — OCLC 612271274.
- Libya Building Wall Along Egypt Border :  [англ.]. — Los Angeles Times. — Los Angeles : Tribune Company, 1980. — 21 March. — P. 2. — ISSN 0458-3035. — OCLC 3638237.
- Lippman Thomas W.[англ.]. Egypt — Libya Clash : Little Impact on Arab—Israeli Struggle :  [англ.]. — Washington Post. — Washington : Washington Post Co., 1977. — 26 July. — ISSN 0190-8286. — OCLC 2269358.
- Soliman Adel. The Arab-Israeli conflict becomes the Arab-Arab conflict (англ.). The New Arab. London: Fadaat Media Group:Ltd (24 февраля 2015). Дата обращения: 14 ноября 2021. Архивировано 14 ноября 2021 года.
- Солиман Наглаа; Мустафа Несма. فيديو والصور: يوم «احتلت» مصر ليبيا.. قصة حرب الأربعة أيام بين «السادات» و«القذافي» (араб.). الشروق[англ.] (16 февраля 2015). Дата обращения: 14 ноября 2021. Архивировано 10 апреля 2021 года.
- Schanche Don A. Egypt Bombs Base in Libya as a 'Lesson' :  [англ.]. — Los Angeles Times. — Los Angeles : Tribune Company, 1977. — 23 July. — P. 1. — ISSN 0458-3035. — OCLC 3638237.
- Schanche Don A. Egypt, Libya Seen Approaching Truce :  [англ.]. — Los Angeles Times. — Los Angeles : Tribune Company, 1977. — 28 August. — P. 13. — ISSN 0458-3035. — OCLC 3638237.
- Schanche Don A. Egypt, Libya Trade Insults; Sadat Calls Khadafy a Child :  [англ.]. — Los Angeles Times. — Los Angeles : Tribune Company, 1977. — 27 July. — P. 5. — ISSN 0458-3035. — OCLC 3638237.
- Tanner Henry. Sadat Orders Halt to Attacks in Libya, Heed Arab Pleas :  [англ.]. — New York Times. — New York : New York Times Company, 1977. — 25 July. — P. 1, 3. — ISSN 0362-4331. — OCLC 612271274.
- Wren Christopher S. Libya’s Identity Blurred by Ties With East, West and Terrorism :  [англ.]. — New York Times. — New York : New York Times Company, 1979. — 14 October. — P. 1, 11. — ISSN 0362-4331. — OCLC 612271274.